# Samogneux
Samogneux település Franciaországban, Meuse megyében. Lakosainak száma 99 fő (2022. január 1.). Samogneux Beaumont-en-Verdunois, Brabant-sur-Meuse, Champneuville, Haumont-près-Samogneux és Regnéville-sur-Meuse községekkel határos.

## Népesség
A település népessége az elmúlt években az alábbi módon változott:
| Lakosok száma | 58   | 34   | 50   | 67   | 91   | 93   | 95   | 98   | 99   | 99   |
|               | 1968 | 1982 | 1990 | 2006 | 2013 | 2015 | 2017 | 2019 | 2020 | 2022 |